# Ecnomus tillyardi
Ecnomus tillyardi is een schietmot uit de familie Ecnomidae. De soort komt voor in het Australaziatisch gebied.